# Sínodo extraordinario de obispos sobre la familia
La III Asamblea General Extraordinaria del sínodo de obispos, convocada por el papa Francisco bajo el lema «Los desafíos pastorales de la familia en el contexto de la evangelización», se desarrolló en la Ciudad del Vaticano entre el 5 y el 19 de octubre de 2014. Se le conoce como sínodo extraordinario de obispos sobre la familia, y en su tiempo algunos analistas lo consideraron como uno de los hechos más significativos del pontificado de Francisco, y un momento decisivo en su papado. Probablemente se trató de una de las reuniones de obispos que suscitó mayor interés mediático previo y polémicas más encendidas desde el Concilio Vaticano II; distintos participantes lo compararon con aquel histórico Concilio convocado 50 años antes y el arzobispo de Manila, cardenal Luis Antonio Tagle señaló que varios prelados «sintieron el espíritu del Vaticano II en este sínodo».
En la audiencia general del 10 de diciembre de 2014, el papa hizo un resumen del sínodo y señaló cuáles fueron los tres únicos documentos oficiales que de él surgieron: el breve mensaje final, la relación, y el último discurso del propio pontífice.
Además de la no utilización del latín como idioma oficial, sustituido por primera vez por el italiano, este sínodo se caracterizó por constituir la preparación de otro posterior, más largo y más extenso: la XIV Asamblea General Ordinaria del sínodo de obispos (2015), que trató un tema similar («Jesucristo revela el misterio y la vocación de la familia»). Recién al finalizar ese otro sínodo el papa presentó una exhortación apostólica postsinodal conclusiva sobre el tema: Amoris laetitia. Desde los contenidos, los dos sínodos conformaron una unidad en dos etapas, con un período en medio de casi un año. El teólogo y arzobispo de Chieti-Vasto, Bruno Forte, secretario especial del sínodo, señaló que ese período intermedio podría resultar determinante: «La gran novedad de la metodología del sínodo, que antes aparecía encorsetado, es este período entre los dos sínodos, porque va a involucrar a la base de la Iglesia, a los demás obispos y a los fieles».
En el cierre del sínodo, el papa Francisco beatificó a su predecesor Pablo VI en una multitudinaria ceremonia en la plaza de San Pedro.

## Antecedentes y carácter extraordinario
Si bien existen dos antecedentes de sínodos extraordinarios de obispos, la convocatoria a la III Asamblea General Extraordinaria de 2014 resultó en más de un sentido única:
1. Porque fue la primera vez que un papa convocó una asamblea de carácter extraordinario apenas ocho meses después de iniciado su pontificado. En el capítulo del Código de Derecho Canónico relativo a las asambleas sinodales, se establece que el sínodo de los obispos ha de reunirse en Asamblea General Extraordinaria cuando el asunto en cuestión, además de relacionarse con el bien de la Iglesia universal, requiere una «resolución rápida».
Esta convocatoria solo fue superada en presteza por la del Concilio Vaticano II, ya que Juan XXIII anunció su intención de convocar el concilio a escasos tres meses de iniciado su papado.
2. Porque se trató de la primera convocatoria de carácter extraordinario que tuvo en la familia su eje temático. El tema de la familia en particular solo había sido tratado en la V Asamblea General Ordinaria (26 de septiembre-25 de octubre de 1980) convocada por Juan Pablo II bajo el lema «La familia cristiana», que abonó la Exhortación Apostólica Familiaris consortio (22 de noviembre de 1981).
3. Porque incluyó temas derivados de situaciones social y eclesialmente controvertidas vividas por un porcentaje considerable de familias en las últimas décadas: los divorciados con nueva unión, la difusión de las parejas de hecho, las uniones entre personas del mismo sexo y su eventual adopción de hijos, los matrimonios mixtos o interreligiosos, la familia monoparental, la difusión del alquiler de vientres y el debilitamiento o abandono de la fe en el sacramento del matrimonio y en la confesión.

El sínodo forma parte de una ruta de trabajo que consta de dos etapas. La primera etapa se constituye con la III Asamblea General Extraordinaria en sí cuyo propósito, en palabras de Lorenzo Baldisseri, es «precisar el status quaestionis y recoger testimonios y propuestas de los obispos para anunciar y vivir el Evangelio con credibilidad para la familia»; la segunda etapa se integra con la Asamblea General Ordinaria prevista para 2015, cuyo objetivo consiste en «dar las líneas operativas para la pastoral de la persona humana y de la familia».
El nivel de importancia fue señalado por el propio director de la Oficina de Prensa de la Santa Sede:

Es muy importante que un Sínodo extraordinario haya sido convocado en el tema de la pastoral de la familia. Esta es la manera en la que el papa manifiesta la intención de promover la reflexión y orientar el camino de la comunidad de la Iglesia, con la participación responsable del episcopado de diferentes partes del mundo.
Federico Lombardi, S.J.

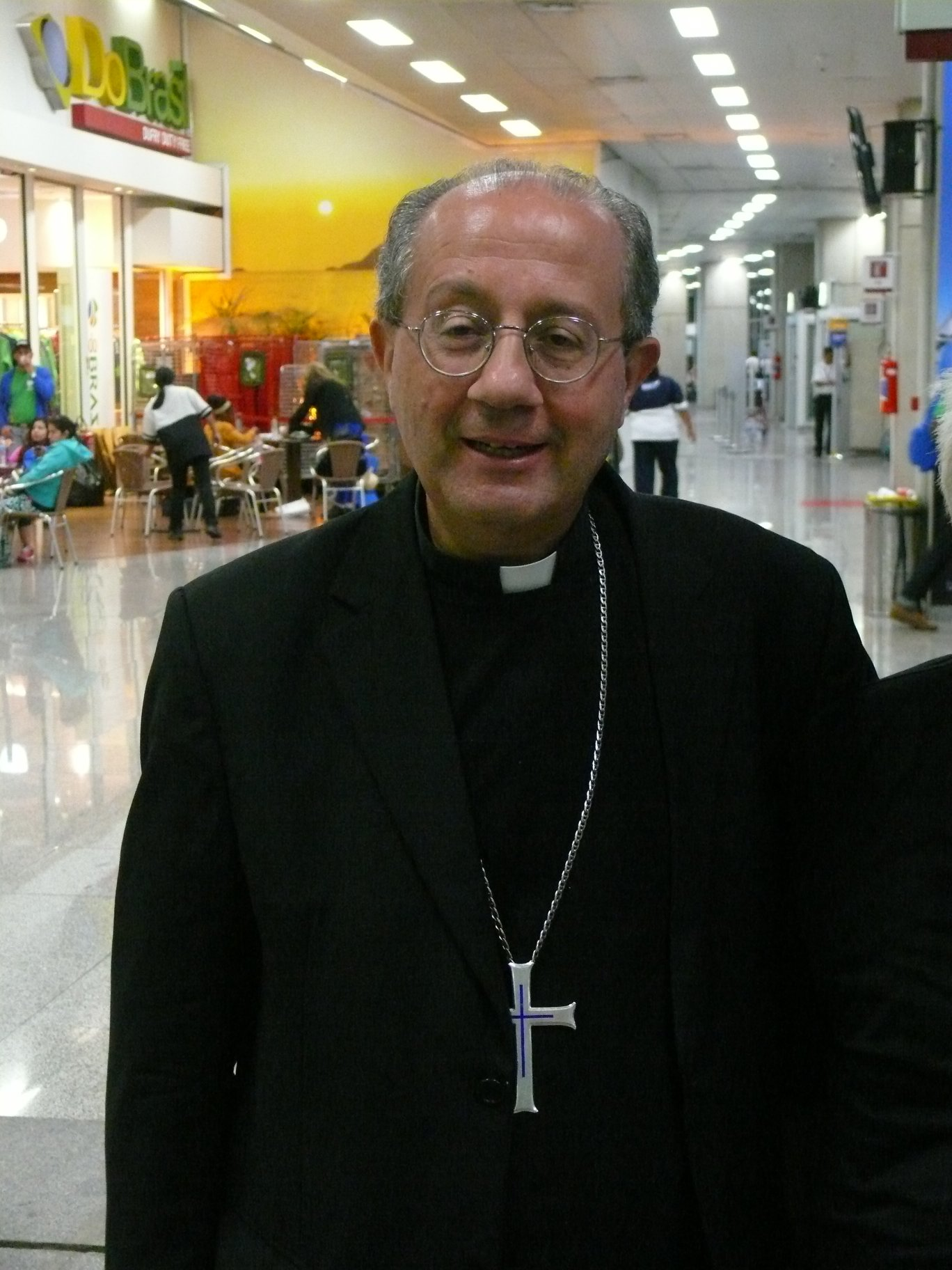
Bruno Forte, arzobispo de Chieti-Vasto (Italia).

Bruno Forte, arzobispo de Chieti-Vasto (Italia) y secretario especial de la asamblea, trazó una relación entre este sínodo extraordinario y el Concilio Vaticano II, por cuanto el enfoque para abordar los desafíos de la vida familiar en la actualidad sería el mismo que Juan XXIII anotaba en su diario poco antes de la apertura del concilio: «Mirar todo a la luz del ministerio pastoral, es decir: almas que salvar y que reconstruir».

No se trata, en definitiva, de debatir asuntos de doctrina, por otra parte explicadas ya por el Magisterio también reciente. La invitación que deriva para toda la Iglesia es escuchar los problemas y expectativas que están viviendo hoy en día tantas familias, mostrarse cerca de ellas y ofrecerles de forma creíble la misericordia de Dios y la belleza de la respuesta a su llamada.
Bruno Forte

Este tercer sínodo extraordinario fue el resultado de la primera ronda de reuniones del papa Francisco con el Consejo de Cardenales, conocido como el «grupo de los 8», realizada en la Ciudad del Vaticano del 1 al 3 de octubre de 2013. Cuando aún no se conocía si sería un sínodo ordinario o extraordinario, fue Francisco el que sugirió el tema:

(El Papa había hecho) referencia a un tema de carácter antropológico: La familia a la luz del Evangelio. El Santo Padre ha dicho también que temas de relieve como la pastoral familiar y matrimonial estarán al orden del día de la actividad de la Iglesia en los próximos tiempos.
Federico Lombardi

## Documento preparatorio

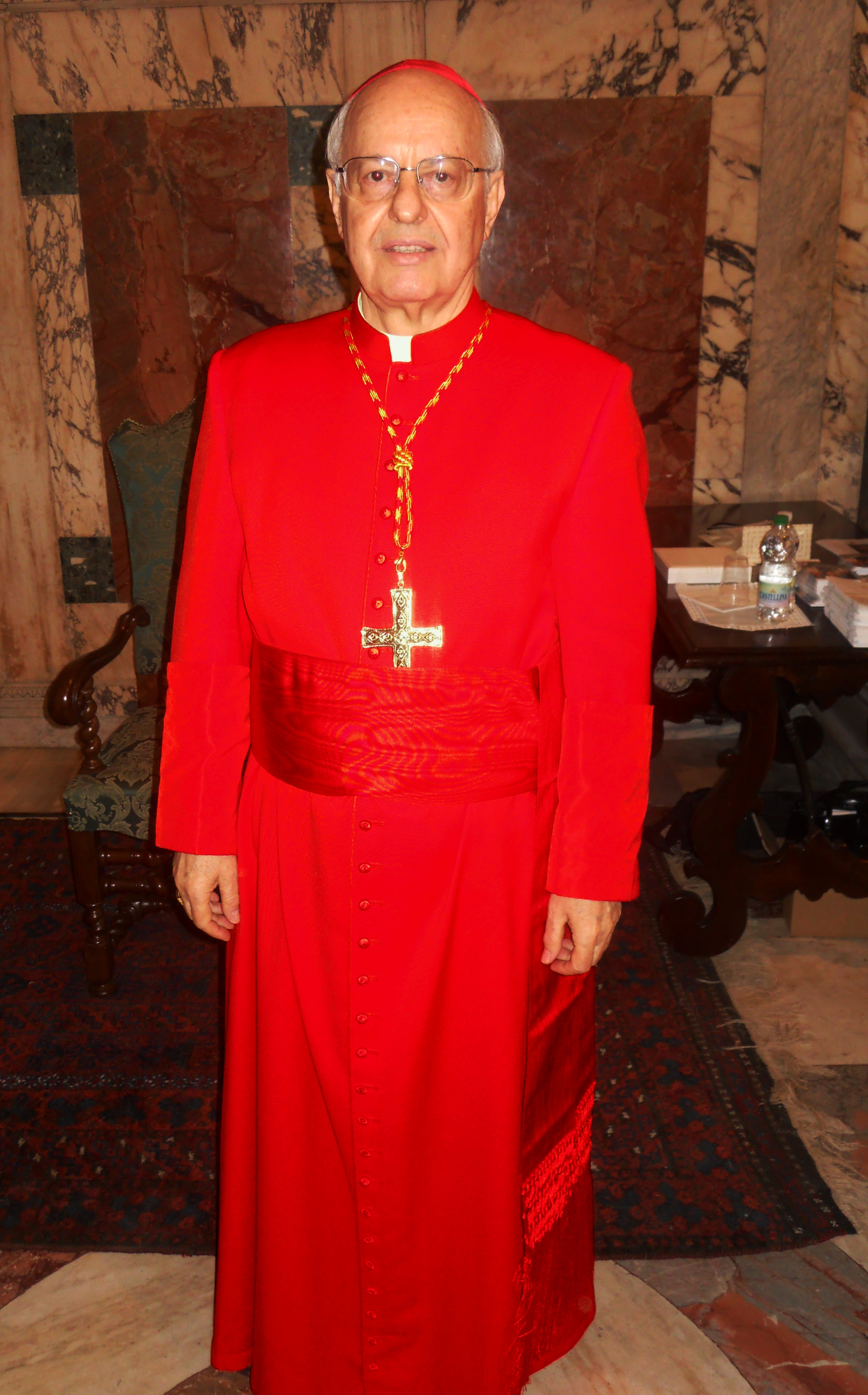
Lorenzo Baldisseri, secretario general del Sínodo de Obispos, creado cardenal por Francisco el 22 de febrero de 2014, durante el período preparatorio de la III Asamblea General Extraordinaria del Sínodo de Obispos.

La secretaría del Sínodo de Obispos, encabezada por Lorenzo Baldisseri, envió un cuestionario a las conferencias episcopales de todo el mundo a mediados de octubre de 2013. La finalidad de este cuestionario fue preparar un documento que sirviera de introducción al debate de los obispos. Así lo presentó la Agencia Informativa Católica Argentina:

El interrogatorio lleva adjunto un documento en el que se explica la modalidad de trabajo tendiente a «buscar líneas operativas para la pastoral de la persona humana en la familia» y describe las «problemáticas inéditas» de los últimos años, entre ellas la difusión de las parejas «de hecho», las uniones entre personas del mismo sexo «a las que no pocas veces se consiente la adopción de hijos», los matrimonios mixtos o interreligiosos, la familia monoparental, la difusión del fenómeno del «alquiler de vientres» y «el debilitamiento o abandono de la fe» en el sacramento del matrimonio y en el «poder terapéutico» de la confesión. También detalla los fundamentos bíblicos y el magisterio de la Iglesia sobre el matrimonio y la familia, y llama a las conferencias episcopales a una «urgente» atención de estos problemas.

El propio arzobispo Baldisseri señaló que no se trataba de un «sondeo», ni de un «referéndum», sino de «la voluntad de conocer directamente cuál es la experiencia de las personas, no solo individual sino también de grupo, para reunir datos estadísticos, reflexiones, elaboraciones».

Así, los obispos del Sínodo sabrán cuál es el pulso de la situación sin tener que recurrir a libros o estudios sociológicos. Nuestro cuestionario es mucho más que un estudio sociológico. Es una reflexión eclesial y espiritual. Y las preguntas son abiertas...

El cuestionario preparatorio completo se difundió rápidamente a través del sitio web de la Santa Sede (en alemán, árabe, español, francés, inglés, italiano y portugués), y de diferentes medios y redes de comunicación.

### Contrapunto
Tras el anuncio del sínodo extraordinario, y como respuesta a presuntas «intervenciones diversas, en particular acerca de la cuestión de los fieles divorciados vueltos a casar» y su acceso a los sacramentos, el prefecto de la Congregación para la Doctrina de la Fe, arzobispo Gerhard Ludwig Müller publicó en la edición del 23 de octubre de 2013 de L'Osservatore Romano un artículo titulado La fuerza de la gracia sobre la doctrina de la indisolubilidad del matrimonio, presentado por la editorial «para profundizar con serenidad en el tema, que es cada vez más urgente, del acompañamiento pastoral de estos fieles en coherencia con la doctrina católica». Entre diversos puntos, el texto cancelaba de forma drástica la práctica vigente en las Iglesias ortodoxas sobre la posibilidad de una bendición de las segundas nupcias tras un recorrido penitencial para el cónyuge que fue abandonado.

En Oriente [...] condujo, especialmente después de la separación de la Cathedra Petri, a una praxis cada vez más liberal. Hoy existe en las iglesias ortodoxas una multitud de causas para el divorcio, que en su mayoría son justificados mediante la referencia a la Oikonomia, la indulgencia pastoral en casos particularmente difíciles, y abren el camino a un segundo o tercer matrimonio con carácter penitencial. Esta práctica no es coherente con la voluntad de Dios, tal como se expresa en las palabras de Jesús sobre la indisolubilidad del matrimonio, y representa una dificultad significativa para el ecumenismo.

En respuesta, el cardenal Reinhard Marx, arzobispo de Múnich y Frisinga y miembro del Consejo de Cardenales conocido como «grupo de los ocho», señaló en el marco de la Conferencia Episcopal de Frisinga que reunió a los obispos bávaros de Múnich, Ratisbona, Passau, Augusra, Bamberg, Würzburg, Eichstätt y Speyer: «el prefecto de la Congregación para la Doctrina de la Fe no puede acabar con la discusión». Explicó también que un enorme número de fieles no puede comprender por qué «una segunda unión no sea aceptada por la Iglesia». Consideró que era inadecuado hablar sobre el divorcio simplemente como un «fracaso moral» y recordó la voluntad de Roma de que se realice una discusión amplia en toda la Iglesia en vista de la preparación del Sínodo.

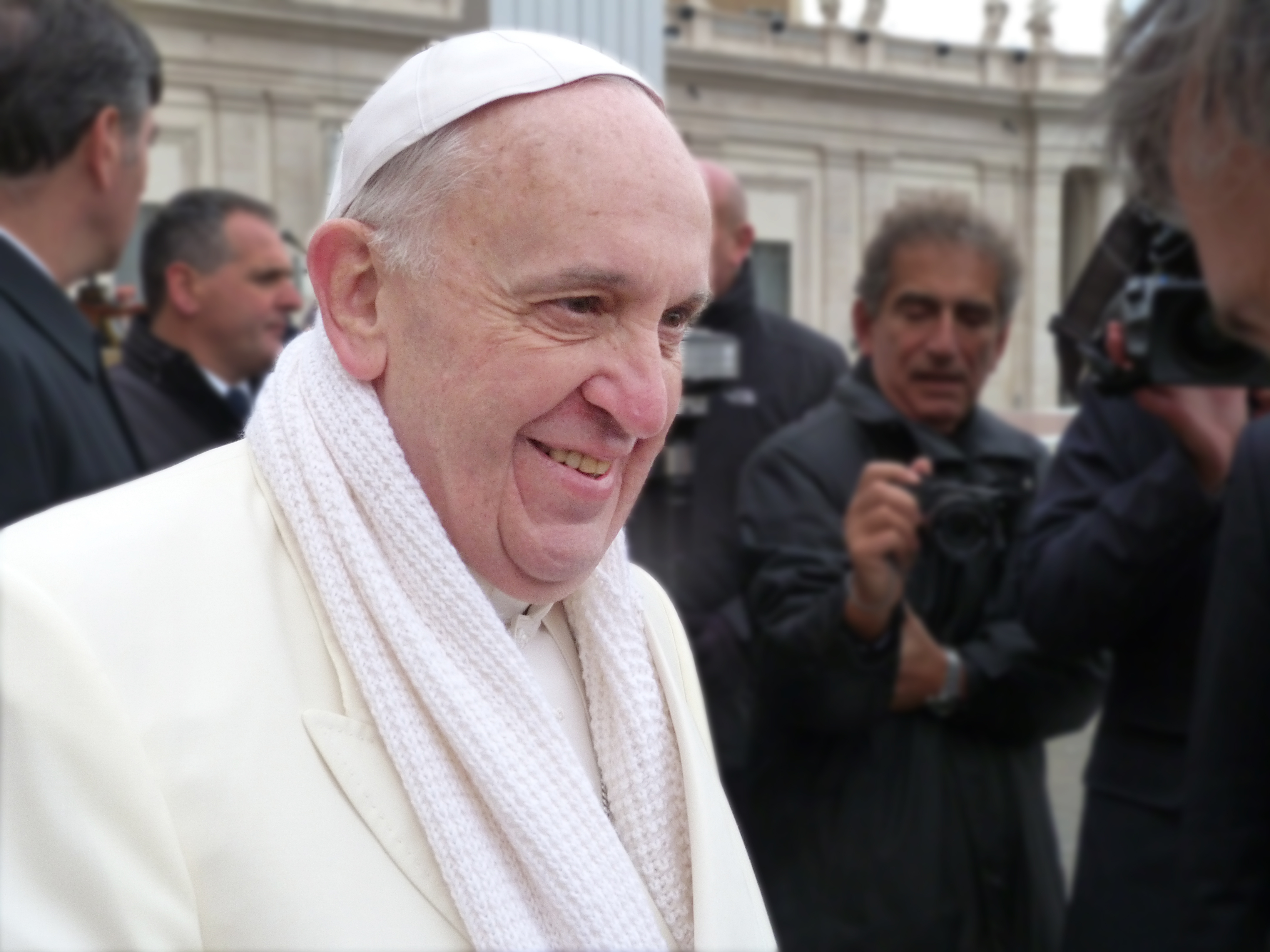
El papa Francisco en la plaza de San Pedro, el 27 de noviembre de 2013, al día siguiente de la publicación de su exhortación apostólica Evangelii gaudium (en español, La alegría del Evangelio).

La publicación de la carta apostólica Evangelii gaudium revitalizó la cuestión ya que, en uno de sus pasajes, pareció sugerir la posibilidad de estudiar que los divorciados casados en segundas nupcias pudieran recibir la comunión bajo ciertas circunstancias.

La eucaristía, si bien constituye la plenitud de la vida sacramental, no es un premio para los perfectos sino un generoso remedio y un alimento para los débiles. Estas convicciones también tienen consecuencias pastorales que estamos llamados a considerar con prudencia y audacia. A menudo nos comportamos como controladores de la gracia y no como facilitadores. Pero la Iglesia no es una aduana, es la casa paterna donde hay lugar para cada uno con su vida a cuestas.
Francisco, Evangelii gaudium, 47

El teólogo heterodoxo Hans Küng, interpretó la cuestión como contrapunto entre el prefecto de la Congregación para la Doctrina de la Fe y la figura del papa mismo.

A muchos la situación les parece contradictoria: aquí reforma eclesiástica, allí el trato a los divorciados; el papa querría avanzar, el prefecto de la fe frena. El papa piensa en personas concretas, el prefecto, sobre todo, en la doctrina católica tradicional. El papa querría ejercer la caridad, el prefecto apela a la justicia y santidad de Dios. El papa querría que el sínodo sobre cuestiones de familia convocado para octubre de 2014 encontrara soluciones prácticas; el prefecto se apoya en argumentos dogmáticos tradicionales para poder mantener el despiadado statu quo. El papa quiere que este sínodo acometa nuevos avances reformistas, el prefecto, que anteriormente fue un profesor neoescolástico de Dogmática, cree poder bloquearlos de antemano. [...] el arzobispo Müller ignora evidentemente que Jesús manifestó en este punto un mandamiento tendencial que, al igual que otros mandamientos, no puede excluir el fracaso y la renuncia. ¿De verdad puede alguien imaginarse que Jesús no habría condenado el trato que actualmente se dispensa a los divorciados? Él, que protegió de forma especial a la adúltera frente a los «ancianos», que se dirigió especialmente a los pecadores y fracasados y que incluso se atrevió a prometerles su perdón. Con razón dice el papa: «Jesús debe ser liberado de los aburridos patrones en los que lo hemos encasillado».
Hans Küng

La difusión de la exhortación apostólica papal fue ocasión para que Lorenzo Baldisseri, secretario general del Sínodo de Obispos, señalara la importancia de otorgar un nuevo enfoque al tema del acceso a los sacramentos por parte de los divorciados vueltos a casar:

[...] El magisterio no está enyesado; es la doctrina acompañando al pueblo. Hay una constante profundización y hay aplicaciones para casos diferentes. La Iglesia debe saber encontrar la aplicación de la doctrina en el caso concreto de las personas. Este enfoque no debe hacer suponer inmediatamente conclusiones generales, normas para todos. Debemos partir de los casos concretos. Y desde allí se puede incluso desarrollar una nueva manera para poder considerar la doctrina. En el fondo, ni siquiera con las declaraciones de nulidad matrimonial intervenimos caso por caso. La pastoral es esto, no es un esquema.

A pedido del papa Francisco, el 20 de febrero de 2014 el cardenal Walter Kasper tuvo a su cargo una introducción al consistorio de cardenales en la que trató temas del sínodo. Su alocución sugirió la necesidad de una solución para los divorciados vueltos a casar, que se sienten excluidos al no poder comulgar. Sin poner en duda la indisolubilidad del matrimonio, Kasper llamó a reflexionar sobre la posibilidad de volver a analizar las nulidades matrimoniales y sobre la readmisión en la eucaristía de los divorciados vueltos a casar por civil luego de un período «penitencial». En su disertación analizó el estado de la familia y concluyó con dos propuestas específicas relativas a los divorciados y vueltos a casar para considerarse en el sínodo. Su discurso fue publicado en italiano, y luego, con formato de libro breve (con un prefacio y reflexiones adicionales) en inglés, y en alemán.
Luego de su viaje apostólico a Tierra Santa, el papa Francisco señaló que el tema de la comunión de los divorciados en nueva unión no se reduce a una cuestión de casuística.

A mí no me ha gustado que tantas personas, incluso en la Iglesia, sacerdotes, etc. hablasen de la comunión a los divorciados como si todo se redujese a una casuística. Sabemos que hay una crisis de la familia. Los jóvenes no quieren casarse o no se casan, conviven… Yo no querría que entrásemos en la casuística: lo que se puede hacer o no se puede hacer... Por eso agradezco tanto esta pregunta, pues me da la oportunidad de clarificar. El problema pastoral de la familia es muy, muy amplio [...].
Papa Francisco

## El primer borrador y respuestas al cuestionario
Presidido por el papa Francisco, el Consejo Ordinario del Sínodo de Obispos se reunió el 13 y 14 de mayo de 2014 a fin de «analizar el primer borrador del Instrumentum laboris en vista de la III Asamblea General Extraordinaria». El Instrumentum laboris es un documento base cuya redacción se abonó con las respuestas al cuestionario que la secretaría del Sínodo remitió a todas las diócesis. Federico Lombardi comentó que estaría en manos de los obispos de todo el mundo «antes del verano» del Hemisferio norte. Junto con el estudio del borrador, se presentó una metodología sinodal nueva, a adoptar durante la Asamblea General Extraordinaria.
Además de los miembros del Consejo Ordinario propiamente dicho —entre quienes se contaban el relator general, cardenal Péter Erdő, y el secretario especial, arzobispo Bruno Forte—, participaron en las reuniones los cardenales André Vingt-Trois, arzobispo de París (Francia), y Raymundo Damasceno Assis, arzobispo de Aparecida (Brasil) y presidente de la Conferencia Episcopal del Brasil, invitados a participar en cuanto presidentes delegados junto con el cardenal Luis Antonio Tagle, arzobispo de Manila (Filipinas) en la III Asamblea General Extraordinaria.
En junio de 2014 se dio a conocer un documento, que incluyó el análisis de los resultados del cuestionario que permitía conocer las opiniones de los católicos. Una de las respuestas más llamativas fue que los fieles se resistían a la doctrina de la Iglesia sobre «el control de la natalidad, el divorcio y las nuevas nupcias, la homosexualidad, las relaciones prematrimoniales o la fecundación in vitro». Otra de las conclusiones fue que los fieles católicos estaban de acuerdo con el papa Bergoglio cuando expresó respecto de los homosexuales: «¿Quién soy para juzgar?», con lo que los católicos encuestados abogaban para que los homosexuales fueran tratados con respeto y delicadeza, evitando «todo signo de discriminación injusta».
El Secretariado General del Sínodo de Obispos publicó el Instrumentum laboris en su sitio web. Algunos de los puntos incluidos fueron los siguientes:
- Una de las primeras cuestiones que el documento mencionó como una «situación crítica» dentro de la vida familiar católica es el aborto. El documento expresó que muchas conferencias episcopales de todo el mundo dijeron que estaban «muy preocupadas» por el tema. «En muchos aspectos, la sociedad actual parece promover una cultura de muerte con respecto a los no nacidos y manifestar una cultura de la indiferencia al enfocar la vida en general». «Muchas respuestas también enfatizan que la mentalidad anticonceptiva tiene un impacto negativo en las relaciones familiares».
- El documento presinodal también abordó lo que denominó un «antitestimonio» a los valores familiares desde el interior de la Iglesia, especialmente a causa de la crisis continua por los abusos sexuales del clero y por algunos clérigos que viven con un «lujoso estilo de vida». «Las respuestas de casi todas las partes del mundo refieren con frecuencia a los escándalos sexuales dentro de la Iglesia (la pedofilia, en particular) y, en general, a una experiencia negativa con el clero y otras personas». «Los escándalos sexuales debilitan significativamente la credibilidad moral de la Iglesia, sobre todo en América del Norte y el norte de Europa».
- El documento también abordó específicamente la cohabitación, diciendo que se ha convertido en una «forma de vida permanente» para las parejas en Europa y América del Norte. «La convivencia y las uniones de hecho son un síntoma del hecho de que los jóvenes tienden a prolongar su adolescencia y considerar el matrimonio demasiado difícil y, por lo tanto, temen embarcarse en una aventura considerada demasiado grande para ellos».
- El tema del divorcio y las segundas nupcias ocupó una de las secciones más largas. El documento señaló en repetidas oportunidades cómo los informes de las conferencias episcopales mencionan el dolor y sufrimiento a nivel mundial de los divorciados católicos vueltos a casar que desean recibir el sacramento de la eucaristía. «Algunos miembros de la Iglesia que son conscientes de que están en una situación irregular sufren claramente el hecho de que están inhabilitados para recibir los sacramentos». «Muchos se sienten frustrados y marginados. Algunos se preguntan por qué otros pecados pueden ser perdonados y no el de ellos».
- Sobre el tema del matrimonio de personas del mismo sexo, el documento señaló que cada Conferencia Episcopal expresó su oposición a «redefinir» el matrimonio. Algunas respuestas «recomiendan no utilizar términos tales como "gay", "lesbiana" u "homosexual" para definir la identidad de una persona».
- El documento dedicó varias páginas al tema de la anticoncepción, a veces defendiendo las posturas de la encíclica Humanae vitae de Pablo VI, y señalando el desconocimiento de muchos de los aspectos positivos de la enseñanza de aquel pontífice.

## Los antecedentes inmediatos: posiciones y expectativas

### El libroPermaneciendo en la verdad de Cristo
Pocas semanas antes del sínodo, se conoció la publicación del libro titulado Remaining in the Truth of Christ: Marriage and Communion in the Catholic Church (Permaneciendo en la verdad de Cristo: el matrimonio y la comunión en la Iglesia católica), editado por Robert Dodaro y disponible a la venta el 1 de octubre, que reunía capítulos escritos por cinco miembros del colegio de cardenales y otros cuatro teólogos. Los cinco cardenales eran Gerhard Ludwig Müller, prefecto de la Congregación para la Doctrina de la Fe; Raymond Leo Burke, prefecto del Tribunal Supremo de la Signatura Apostólica; Walter Brandmüller, presidente emérito del Comité Pontificio de Ciencias Históricas; Carlo Caffarra, arzobispo de Bolonia y uno de los teólogos más cercanos a Juan Pablo II en cuestiones de moralidad y familia; y Velasio De Paolis, presidente emérito de la Prefectura para los Asuntos Económicos de la Santa Sede.
Los autores del libro y la editorial decían que el libro abordaba «[...] los argumentos bíblicos que sostienen la actual doctrina de la Iglesia así como las enseñanzas y prácticas de la Iglesia primitiva [...]»; que recorría «[...] la historia de siglos de resistencia católica a la recepción de la comunión por parte de católicos divorciados en nueva unión [...]»; que revelaba las «[...] serias dificultades teológicas y canónicas inherentes en las prácticas del pasado y presente de la Iglesia ortodoxa [...]»; y que «[...] la fidelidad de muchos años de la Iglesia a la verdad del matrimonio constituye el fundamento irrevocable de su respuesta misericordiosa y amorosa a la persona que está civilmente divorciada y vuelta a casar [...]».
Lo anterior se publicó además en concordancia con el pensamiento sostenido por la Iglesia católica en diversos documentos generados por la Curia romana durante el pontificado de Juan Pablo II.
Los medios nacionales e internacionales interpretaron la publicación del libro a las puertas de la celebración del sínodo como una actitud provocativa, opositora a la «postura aperturista» del papa Francisco y del cardenal Walter Kasper. Los medios presentaron el sínodo en términos de dos grandes bloques, conformados en torno a los cardenales Gerhard Müller (tildado de conservador o de contrario a la apertura) y Walter Kasper (tildado de progresista, aperturista o probabilista). El cardenal Raymond Leo Burke criticó a los medios por presentar al papa Francisco como favorable a permitir que la comunión fuera entregada a los divorciados en nueva unión, y otras propuestas semejantes, aunque según él no era así; además, acusó a los medios de comunicación de haber creado una situación en la que la gente esperaba que hubiera cambios mayores que involucraran un cambio en la enseñanza de la Iglesia, lo que era imposible.

La elección de salir con un non possumus (‘no podemos’) —sorprendente por las firmas, los tiempos en que las enuncian y la coordinación que las inspira— indica mejor que otras cosas el grado de hostilidad afectuosa que rodea a Santa Marta (residencia papal).
Alberto Melloni, historiador católico, en el Corriere della Sera

El cardenal Walter Kasper también se manifestó sorprendido por la aparición de ese libro.

Periodista: «Muchos analistas piensan que no es una coincidencia que este libro salga justo en vísperas del sínodo...».

Kasper: «Sí, es un problema. No recuerdo una situación semejante, en la que de forma tan organizada cinco cardenales escribieran semejante libro. Es como se manejan los políticos, pero creo que en la Iglesia no deberíamos portarnos así».

Por su parte, el papa Francisco no manifestó preocupación por el tema:

Periodista: «¿Le preocupa el libro crítico a sus posiciones que acaba de conocerse firmado por cinco cardenales, uno muy destacado?»
Papa Francisco: «No. Todos tienen algo que aportar. A mí me da hasta placer discutir con los obispos muy conservadores, pero bien formados intelectualmente. [...] Yo fui relator del sínodo de 2001 y había un cardenal que nos decía qué debía tratarse y qué no. Eso no pasará ahora. Hasta les entregué a los obispos la facultad que tengo de elegir a los presidentes de las comisiones. Los elegirán ellos, como elegirán los secretarios y los relatores.»

### La respuesta de Walter Kasper y otras reacciones
En la misma entrevista, replicada en los medios de comunicación, el cardenal Walter Kasper respondió a los coautores del libro publicado.
El arzobispo de Westminster Vincent Nichols, el cardenal inglés de más edad, señaló que la Iglesia católica ha olvidado de manera efectiva cómo perdonar y debe enfrentar el hecho de que la vida privada de las personas no siempre se encuentra a la altura de su «visión idealizada» de la vida familiar. Agregó que la compasión ante las dificultades que enfrentan las personas en su vida personal no había sido el «punto fuerte» de la Iglesia en los últimos años, y que se debería crear una «cultura de la misericordia».

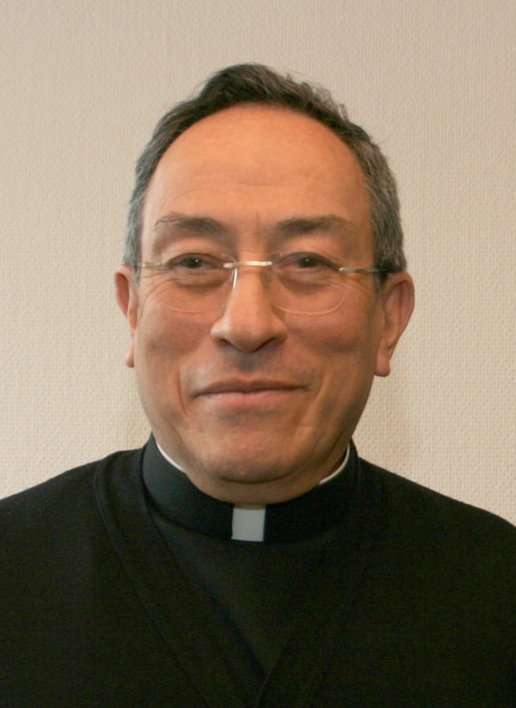
Cardenal Óscar Andrés Rodríguez Maradiaga.

Otros prelados expresaron sus puntos de vista. Para el cardenal Óscar Andrés Rodríguez Maradiaga, coordinador del Consejo de Cardenales, «en vista del Sínodo sobre la familia se discute mucho sobre comunión a los divorciados vueltos a casar, pero este debate es superficial. El verdadero problema es la pobreza que hoy sufren las familias en el mundo y que amenaza esta institución».

Creo que este temas que estamos tratando, la pobreza y la familia, es un tema esencial para que se pueda construir en el futuro una verdadera familia. [...] ¿Cómo podemos recomendar a los jóvenes que se casen si no tienen casa, ni siquiera la posibilidad de tener una casa, dadas las condiciones económicas actuales? ¿Cómo podemos recomendarles tener hijos cuando no hay posibilidad? Por lo tanto el bien común quiere decir que debemos favorecer el futuro de los jóvenes para que puedan formar familias y para que puedan vivir con una calidad de vida. Y la calidad de vida no es sólo considerar todo lo que ofrece la sociedad de consumo, sino ofrecer verdaderamente condiciones para que toda persona pueda vivir con dignidad. Por lo tanto hago un llamado, como hice en mi intervención: es necesario que nos preocupemos de los pobres en el tema de la familia. También ellos tienen derecho a formar una familia, también tienen derecho a tener las condiciones necesarias para mirar al futuro con esperanza y no simplemente sobrevivir.
Óscar Andrés Rodríguez Maradiaga, cardenal hondureño.

El comentarista vaticano John L. Allen señaló la posibilidad de que el sínodo encontrara una solución de compromiso que pase por dinamizar el procedimiento para la anulación de los matrimonios, un procedimiento que no es contrario a las enseñanzas teológicas católicas.
En referencia al tema del control de la natalidad, Kasper dijo que son los padres quienes tienen que decidir cuántos hijos son posibles: «Esto no puede ser decidido por la Iglesia o por un obispo, es responsabilidad de los padres». Respecto de los métodos anticonceptivos señaló, en alusión a la diferencia que tradicionalmente sostiene la Iglesia católica entre los denominados métodos naturales y los demás, que también los métodos naturales tienen un «aspecto artificial».

## Participantes
El sínodo extraordinario tuvo por presidente al papa Francisco. El total de participantes fue de 253. De ellos, 192 tuvieron derecho a voto. En aquel sínodo participaron:
- 13 representantes (jefes) de las Iglesias de Oriente;
- los presidentes de las 114 Conferencias episcopales;
- 25 jefes de los dicasterios (ministerios) de la Curia Romana;
- los miembros del consejo ordinario del sínodo;
- 3 representantes de los religiosos y las religiosas reunidos en la Unión de Superiores Generales;
- 26 miembros de nómina pontificia (es decir, personas nombradas directamente por el papa);
- 16 colaboradores del secretario especial (expertos);
- 38 auditores y auditoras;
- 8 delegados fraternos a quienes se les ha asignado la responsabilidad de «evaluar y profundizar los datos, testimonios y las sugerencias de las Iglesias particulares» (Patriarcado ecuménico, Patriarcado de Moscú, Iglesia copta ortodoxa, Patriarcado siro ortodoxo de Antioquía, Comunión anglicana, Federación mundial luterana, Comunión mundial de las Iglesias reformadas y Alianza mundial baptista).

En cambio, la XIV Asamblea General Ordinaria del sínodo de obispos de 2015 —que constituyó su continuación— tuvo una integración mucho más plena ya que participaron varios obispos elegidos en representación de cada país.

## Vísperas e inicio: el espíritu del sínodo
Elizabeth Dias, corresponsal de la revista Time para el sínodo, señaló que si bien se podría establecer la idea de que el Sínodo extraordinario sobre la familia trataba sobre temas relativos a las políticas de la Iglesia católica, sucedía «algo mucho más silencioso, profundo y menos evidente en lo inmediato»: la renovación espiritual que el papa Francisco esperaba fomentar entre los líderes de la Iglesia y su gente. El sábado 4 de octubre por la noche, antes de que el sínodo comenzara oficialmente, el papa Francisco llamó a la gente a reunirse en la plaza de San Pedro para orar por las siguientes dos semanas de conversaciones sinodales. Al caer la noche, cada persona encendió una vela y la plaza se llenó con miles de luces al tiempo que se cantaba el himno: Ven Espíritu Santo, ven. Luego, Francisco dijo a la multitud:

Que el viento de Pentecostés sople sobre los trabajos sinodales, en la Iglesia y en toda la humanidad [...] Desate los nudos que impiden a las personas encontrarse unas con otras, sane las heridas que sangran, reavive la esperanza.

En el concepto de Elizabeth Dias, ese servicio de oración fue un testimonio de la convicción de que cualquier cambio real en la Iglesia debía comenzar con la oración, y un recordatorio de la gente misma.
En la misa del domingo 5 de octubre, el papa predicó en su homilía: 

Las asambleas sinodales no sirven para discutir ideas hermosas y originales, o para ver quién es más inteligente. Sirven para cultivar y guardar mejor la viña del Señor, para ayudar a realizar su sueño, su proyecto de amor para su pueblo. De esta manera, el Señor nos pide que cuidemos a la familia.
Papa Francisco

Comentando en su homilía la parábola de los viñadores homicidas que desean apropiarse de una viña y llegan a matar al hijo del propietario (Mateo 21:33-43), Francisco alertó sobre un peligro grave: «La codicia del dinero y del poder. Para saciar esa codicia, los malos pastores cargan sobre las hombros de la gente pesos insoportables».

## El sínodo

### Metodología
El Sínodo trabajó conformando diez grupos (llamados círculos menores) de unas 20 personas aproximadamente cada uno, dispuestos según lenguas (3 en inglés e italiano, 2 en francés y español), que eligieron sus responsables. El portavoz de la Santa Sede Federico Lombardi explicó que por la dinámica del sínodo eran más importantes estos círculos menores que el debate general porque permitían a las personas «expresar más en un diálogo interactivo». En la rueda de prensa cotidiana se ofrecía un panorama genérico del día, indicando los temas, pero no se identificaba la autoría de cada una de las intervenciones, por lo cual no podían ser citadas. El cardenal Gerhard Ludwig Müller lamentó que no se publicaran las intervenciones íntegras de los participantes identificadas con los nombres y apellidos de los autores, y que fuera la Oficina de Prensa de la Santa Sede quien elaborara los resúmenes de las congregaciones, y dijo: «Todos los cristianos tienen derecho a la información».

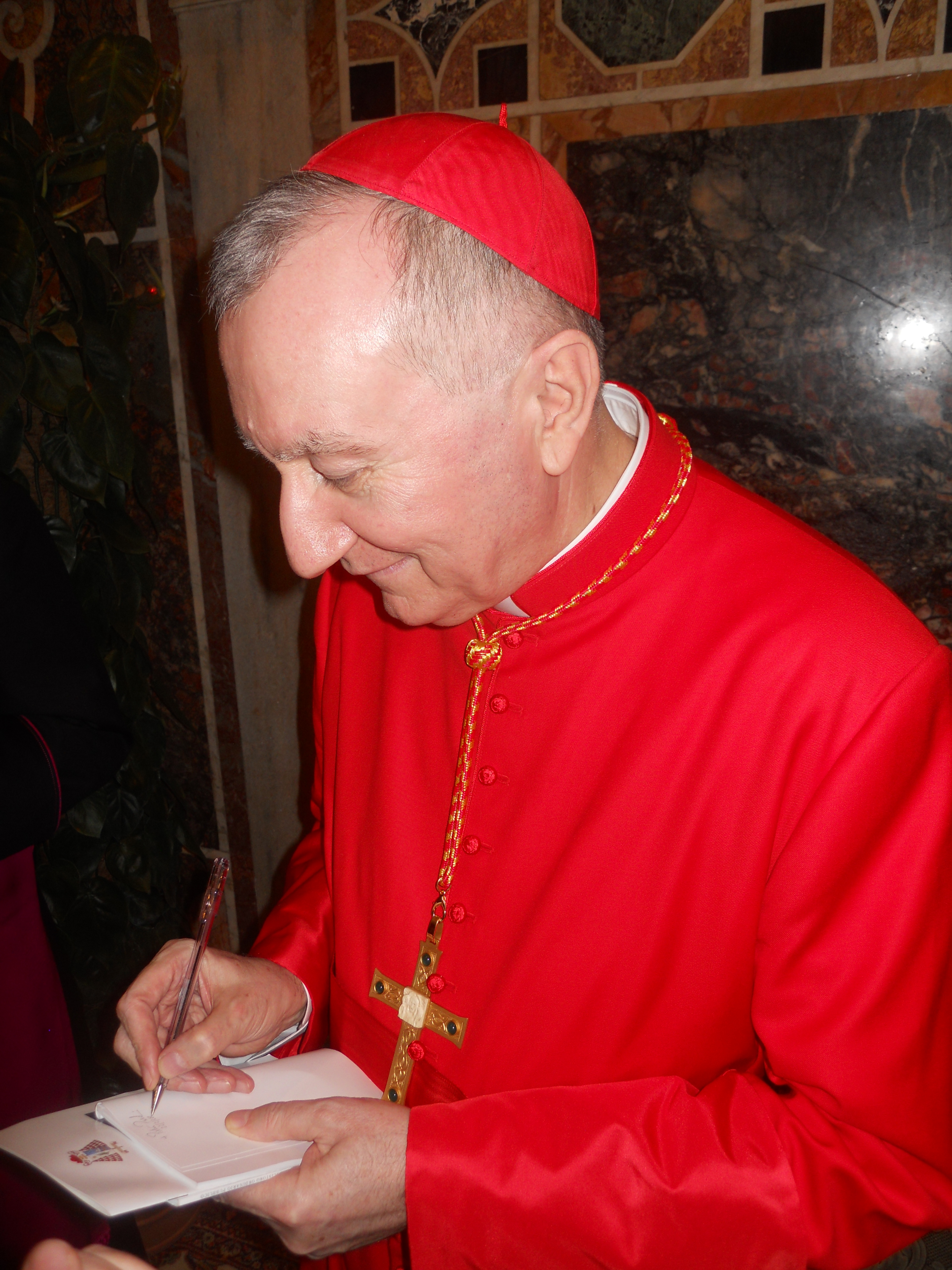
Cardenal Pietro Parolin, secretario de Estado de la Santa Sede.

Por su parte, Bruno Forte señaló que en el Sínodo estaba impreso el «estilo de Francisco», de una Iglesia que madura, y "de búsqueda y de escucha». Se informó que esa dinámica permitiría a los participantes hablar con más libertad y sin temor. El cardenal Pietro Parolin, secretario de Estado, destacó el clima de «fraternidad y libertad» que se vivía durante el Sínodo de los Obispos.
En su saludo del 6 de octubre, Francisco enunció una condición general que debía tener el sínodo:

Una condición general de base es esta: hablar claro. Que nadie diga: «Esto no se puede decir; pensará de mí así o así...». Se necesita decir todo lo que se siente con parresía. Después del último Consistorio (febrero de 2014), en el que se habló de la familia, un cardenal me escribió diciendo: lástima que algunos cardenales no tuvieron la valentía de decir algunas cosas por respeto al papa, considerando quizás que el papa pensara algo diverso. Esto no está bien, esto no es sinodalidad, porque es necesario decir todo lo que en el Señor se siente el deber de decir: sin respeto humano, sin timidez. Y, al mismo tiempo, se debe escuchar con humildad y acoger con corazón abierto lo que dicen los hermanos. Con estas dos actitudes se ejerce la sinodalidad. Por eso os pido, por favor, estas actitudes de hermanos en el Señor: hablar con parresía y escuchar con humildad.
Papa Francisco

### Documento preliminar:Relatio post disceptationem
Tomando un tono decididamente diferente del de muchas declaraciones de la Iglesia católica en los últimos años, el sínodo extraordinario sobre la familia dio a conocer un documento preliminar titulado Relatio post disceptationem (Relación después de la discusión), pidiendo a la Iglesia escuchar más, respetar a las personas en sus diversas luchas, y aplicar la misericordia mucho más ampliamente. Resumiendo los trabajos de la reunión permanente, el documento reconoció sin rodeos que se requiere una dimensión nueva de la Pastoral familiar.

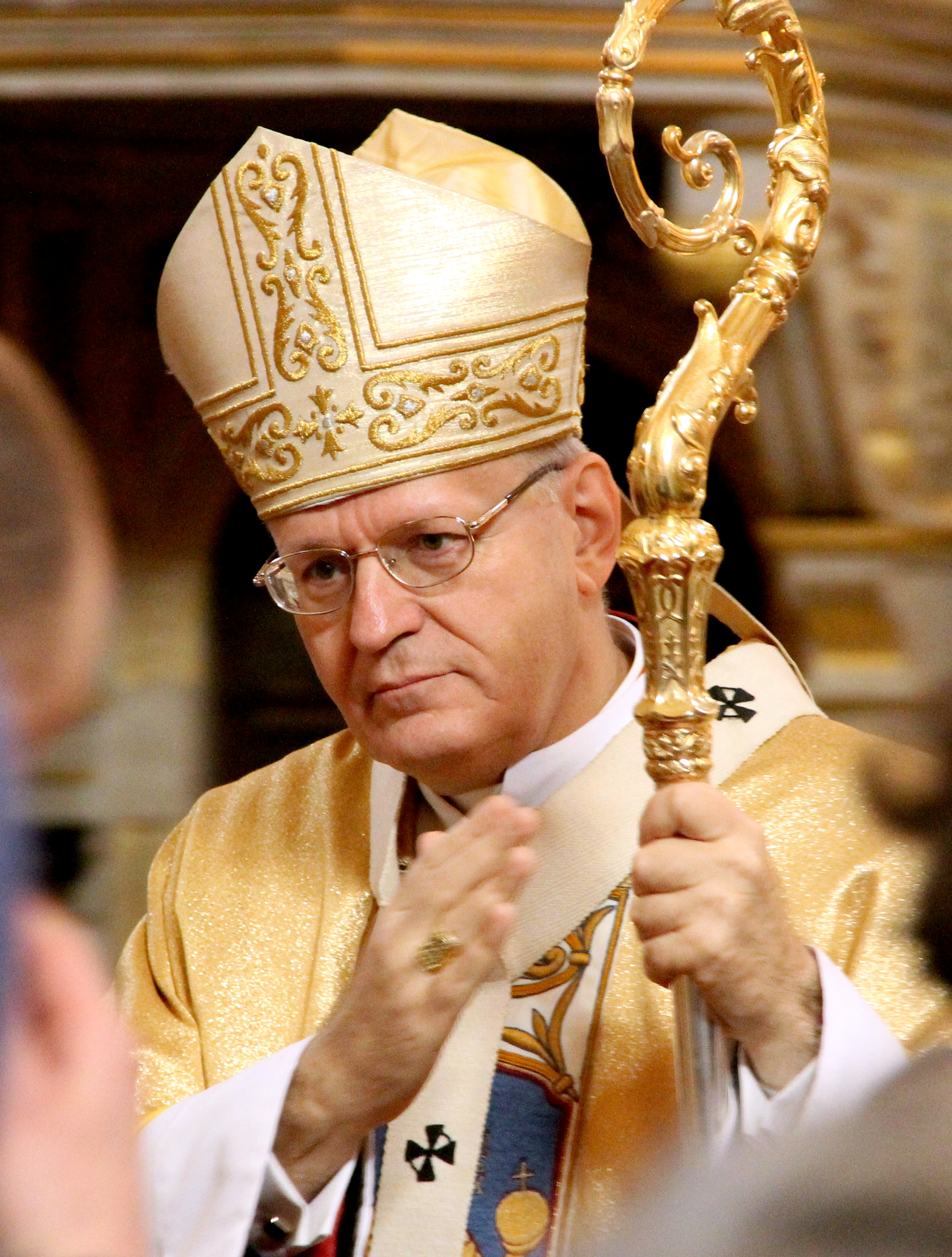
El cardenal húngaro Péter Erdő, relator del Sínodo.

El cardenal húngaro Péter Erdő, relator del Sínodo, leyó el documento el 13 de octubre por la mañana a los cerca de los 190 prelados participantes del sínodo. Definió a la Iglesia como verdadera «casa paterna», «antorcha en medio de la gente» que debe acompañar «con paciencia y delicadeza», «con atención y cuidado a sus hijos más frágiles, aquellos marcados por el amor herido y perdido», dándoles «confianza y esperanza».
El documento se presentó como un resumen de los debates celebrados en el sínodo hasta ese momento, es decir, se trata de un documento preliminar sujeto a posterior discusión por parte de los distintos círculos menores de padres sinodales. La relación dictó principalmente tres directrices: escuchar al contexto sociocultural en el que las familias viven hoy en día; discutir las perspectivas pastorales que deben adoptarse y sobre todo mirar a Cristo, a su Evangelio de la familia.
Entre los puntos que más suscitaron la atención de los medios de comunicación y de los analistas, no destacan cuestiones doctrinales sino netamente pastorales:
Sobre los divorciados vueltos a casar
A poco de iniciado el sínodo el cardenal Reinhard Marx, arzobispo de Múnich, señaló que los obispos alemanes compartían mayormente la posición de búsqueda de un mayor discernimiento por parte de la Iglesia frente a los distintos casos de divorciados en nueva unión. Más allá de la existencia de diferentes líneas en el sínodo, según Federico Lombardi pareció clara la disposición de los padres sinodales a favor de la necesidad de una simplificación y agilización del proceso de nulidad matrimonial. El documento señaló:
- «[...] los Padres sinodales, han advertido la urgencia de nuevos caminos pastorales, que partan de la efectiva realidad de las fragilidades familiares, reconociendo que estas, la mayoría de las veces, han sido “sufridas” más que elegidas en plena libertad. Se trata de situaciones diversas por factores ya sean personales o culturales y socio-económicos. No es sabio pensar en soluciones únicas o inspiradas en la lógica del “todo o nada”.» (N° 40)

- «Un tal discernimiento es indispensable para los separados y divorciados. Debe ser respetado sobre todo el sufrimiento de aquellos que han sufrido injustamente la separación y el divorcio. El perdón por la injusticia sufrida no es fácil, pero es un camino que la gracia hace posible. Del mismo modo, va siempre subrayado que es indispensable hacerse cargo de manera leal y constructiva de las consecuencias de la separación o del divorcio, en los hijos: ellos no pueden convertirse en un “objeto” de contienda y se deben buscar las formas mejores para que puedan superar el trauma de la división familiar y crecer en el modo más posible sereno.» (N° 42)

- «Diversos Padres han subrayado la necesidad de hacer más accesibles y ágiles los procedimientos para el reconocimiento de casos de nulidad. Entre las propuestas han sido indicadas la superación de la necesidad de la doble sentencia conforme; la posibilidad de determinar una vía administrativa bajo la responsabilidad del obispo diocesano; un proceso sumario para realizar en los casos de nulidad notoria. Según propuestas autorizadas, se debe considerar la posibilidad de dar relevancia a la fe de los novios en orden a la validez del sacramento del matrimonio. Hay que destacar que en todos los casos se trata de establecer la verdad sobre la validez del vínculo.» (N° 43)

- «Con respecto a la posibilidad de acceder a los sacramentos de la Penitencia y de la Eucaristía, algunos han argumentado a favor de la disciplina actual en virtud de su fundamento teológico, otros se han expresado por una mayor apertura a las condiciones bien precisas cuando se trata de situaciones que no pueden ser disueltas sin determinar nuevas injusticias y sufrimientos. Para algunos, el eventual acceso a los sacramentos debe ir precedido de un camino penitencial –bajo la responsabilidad del obispo diocesano-, y con un compromiso claro a favor de los hijos. Se trataría de una posibilidad no generalizada, fruto de un discernimiento actuado caso por caso, según una ley de la gradualidad, que tenga presente la distinción entre el estado de pecado, estado de gracia y circunstancias atenuantes.» (N° 47)

- «Sugerir de limitarse a la sola “comunión espiritual” para no pocos Padres sinodales plantea algunas preguntas: ¿si es posible la comunión espiritual, por qué no es posible acceder a la sacramental? Por eso ha sido solicitada una mayor profundización teológica a partir de los vínculos entre el sacramento del matrimonio y Eucaristía en relación a la Iglesia-sacramento. Del mismo modo, debe ser profundizada la dimensión moral de la problemática, escuchando e iluminando la conciencia de los cónyuges.» (N° 48)

Sobre la unión de personas del mismo sexo

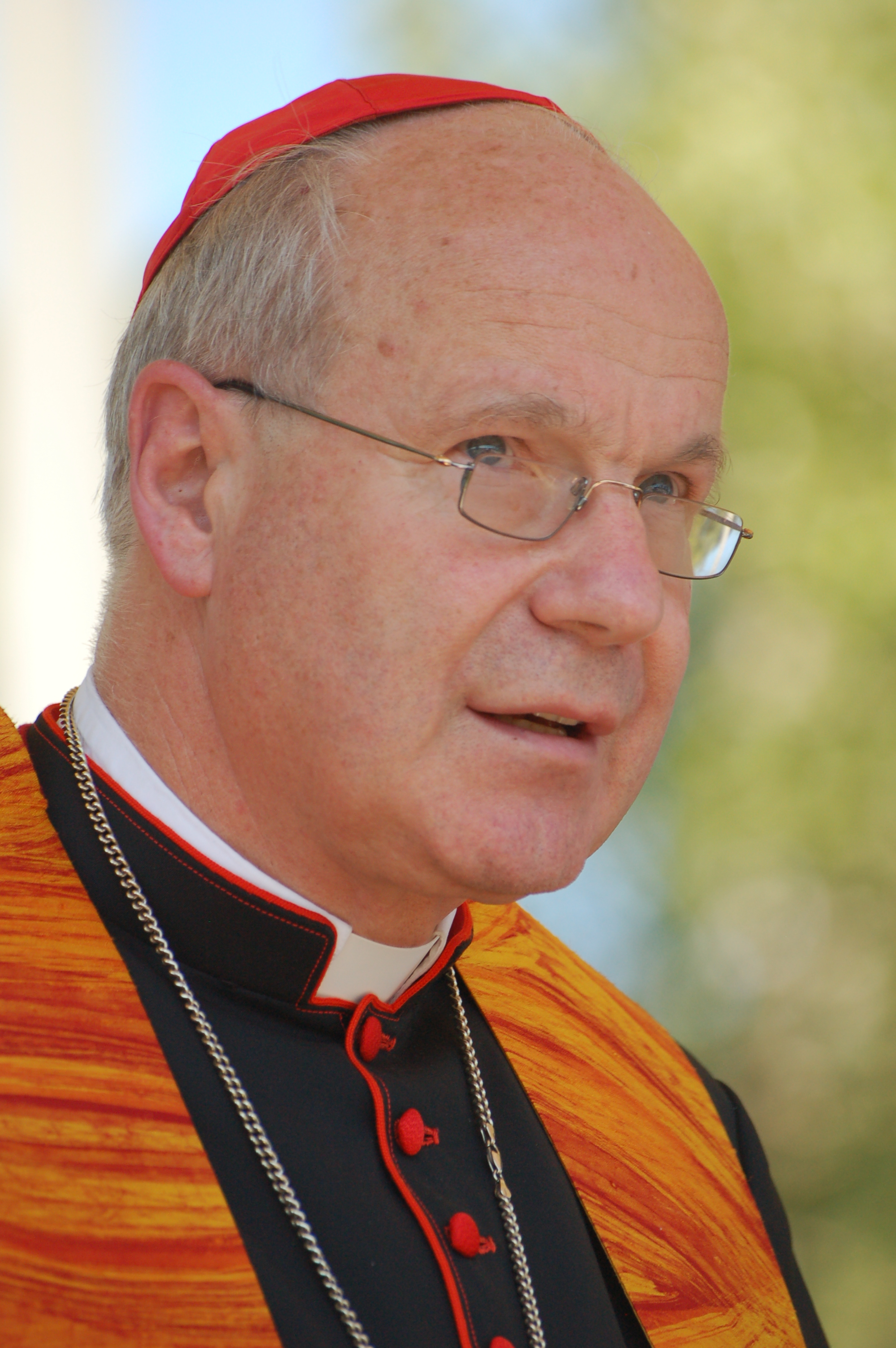
Cardenal Christoph Schönborn

Algunos purpurados señalaron la necesidad de una Iglesia que expresara su comprensión hacia los nuevos tipos de familia. El cardenal Christoph Schönborn, arzobispo de Viena, no sólo habló de la necesidad de apoyar a los divorciados en términos muy personales, al comentar sus sufrimientos como hijo de padres divorciados, sino que mencionó su admiración hacia el ejemplo de amor y cuidado mostrado por una pareja homosexual a la que conoció en Viena. «[...] convivían desde hace tiempo y firmaron un pacto civil. Vi cómo uno ayudaba al otro cuando uno de ellos cayó enfermo. Fue algo maravilloso, humana y cristianamente, ver cómo uno se ocupaba del otro y estaba siempre a su lado».
En el documento preliminar se señaló:
- «Las personas homosexuales tienen dones y cualidades para ofrecer a la comunidad cristiana: ¿estamos en grado de recibir a estas personas, garantizándoles un espacio de fraternidad en nuestras comunidades? A menudo desean encontrar una Iglesia que sea casa acogedora para ellos. ¿Nuestras comunidades están en grado de serlo, aceptando y evaluando su orientación sexual, sin comprometer la doctrina católica sobre la familia y el matrimonio?» (N° 50)

### El último documento:Relatio Synodi
Como ya habían señalado varios Padres sinodales tales como Reinhard Marx, el documento final no sería un conjunto de «conclusiones», sino «un paso adelante» hacia el siguiente Sínodo sobre el mismo tema, en octubre de 2015. Por lo tanto, el último documento o Relatio Synodi se parecería más a un instrumento para continuar el trabajo que a proposiciones.
En la tarde del 18 de octubre, los padres sinodales votaron y aprobaron el último documento, Relatio Synodi. La votación se realizó punto por punto y a pedido del papa Francisco se adjuntó al documento un cuadro con el número de votos a favor y en contra.
Todos los puntos del documento alcanzaron la mayoría (más de 50% de votos a favor), pero tres puntos no alcanzaron la mayoría calificada (dos tercios de los votos a favor) requerida. Se trataba de párrafos referidos al tema de la comunión de los divorciados vueltos a casar, al tema de la pregunta planteada por algunos obispos de por qué los divorciados pueden realizar una comunión espiritual pero no sacramental, y al tema del cuidado pastoral de las personas homosexuales.
| Párrafo y tema | Placet | Non placet | Contenido del párrafo |
| --- | ------ | ---------- | --------------------- |
| Párrafo 52: Sobre la descripción de las dos líneas del sínodo sobre el acceso a los sacramentos para divorciados en segundas nupcias     | 104    | 74         | [ Nota 5 ]            |
| Párrafo 53: Sobre la pregunta de algunos padres acerca del por qué de la diferenciación entre comunión espiritual y comunión sacramental | 112    | 64         | [ Nota 6 ]            |
| Párrafo 55: Sobre el tratamiento hacia hombres y mujeres con tendencias homosexuales                                                     | 118    | 62         | [ Nota 7 ]            |

Sin embargo, el papa Francisco asumió la decisión de publicar de todas maneras aquellos párrafos que no alcanzaron la mayoría calificada de votos a favor, siendo que se incluía la tabla aclaratoria con los votos obtenidos por cada párrafo. Fue la primera vez en la historia de los sínodos en que se dio a conocer los resultados del sufragio, y se lo consideró una estrategia de Francisco para poner en claro el panorama real, en el que la mayoría de los prelados votantes estuvo a favor de continuar el tratamiento de estas cuestiones. Así, el papa dejó abierto el debate en la Iglesia sobre esos temas, permitiendo que todas las diócesis del mundo analicen en los próximos meses el contenido completo de la Relatio Synodi.

## Benedicto XVI y el sínodo
El diario La Repubblica publicó que Benedicto XVI pudo tener un papel de importancia creciente desde la fase preparatoria del sínodo, rol que habría alcanzado su punto de mayor importancia ante el intento de algunos cardenales conservadores de incorporar a las discusiones la figura y opinión del entonces papa emérito para respaldar sus posiciones, a lo cual Ratzinger se habría negado: «Yo no soy el papa, no se dirijan a mí». Adicionalmente, Benedicto XVI habría enviado en privado una nota al papa Francisco poco después.

## Corolario: el sínodo extraordinario sobre la familia y los sínodos anteriores
Luego de señalar las diferencias entre la mayor parte de las 25 reuniones sinodales realizadas entre 1965 y 2014 y el sínodo extraordinario convocado por Francisco, para el que se encargó una encuesta previa amplia a los fieles y en el que el papa recibió a los padres sinodales instándolos a una participación abierta, «sin respeto humano, sin timidez», un canonista señaló en Los Angeles Times:

Este enfoque vuelve a la Iglesia a sus antiguas raíces, en que los obispos del mundo son de nuevo los participantes significativos en el establecimiento de las enseñanzas de la Iglesia. [...] Pero no nos engañemos, el mayor cambio ya se ha producido: un papa moderno ha dicho a los obispos y al mundo, que confía en ellos para percibir al Espíritu Santo y para decir lo que el Espíritu les susurra — no importa a dónde conduzca esto.
Nicholas P. Cafardi, decano emérito

En sentido similar se expresó Sandro Magister:

[...] cualquiera que sea la desembocadura de este sínodo programáticamente privado de una conclusión, el efecto deseado por sus directores ha sido, en buena medida, alcanzado. De hecho, tanto sobre la homosexualidad como sobre el divorcio y las segundas nupcias, el nuevo verbo reformador incluido a pesar de todo en el circuito mundial de los medios de comunicación vale más que el favor que las propuestas de Kasper o de Spadaro han efectivamente recogido entre los padres sinodales. El partido podrá durar mucho. Pero el papa Francisco es paciente. En la Evangelii gaudium ha escrito que «el tiempo es superior al espacio».

## Beatificación de Pablo VI
En el cierre del sínodo, el papa Francisco beatificó a su predecesor Pablo VI en una multitudinaria ceremonia en la plaza de San Pedro, donde se destacó su gran labor evangelizadora y su papel como timonel de la Iglesia, especialmente durante el Concilio Vaticano II y los años siguientes.
A la ceremonia también asistieron Benedicto XVI, y los cardenales Paulo Evaristo Arns y William Wakefield Baum: los tres fueron creados cardenales por Pablo VI.